# Effet Pygmalion
 (février 2025).
Si vous disposez d'ouvrages ou d'articles de référence ou si vous connaissez des sites web de qualité traitant du thème abordé ici, merci de compléter l'article en donnant les références utiles à sa vérifiabilité et en les liant à la section « Notes et références ».
Pour les articles homonymes, voir Pygmalion.
Ne doit pas être confondu avec Expérience de Rosenhan.
L’effet Pygmalion (ou effet Rosenthal et Jacobson) est une prophétie autoréalisatrice qui provoque une amélioration des performances d'un sujet, en fonction du degré de croyance en sa réussite venant d'une autorité ou de son environnement. Le simple fait de croire en la réussite de quelqu'un améliore ainsi ses probabilités de succès, et est un cas d'effet d'étiquetage.
En pédagogie, il désigne l'influence d'hypothèses sur l'évolution scolaire d'un élève et sur les aptitudes de celui-ci. Le problème est d'importance, car si les enfants des milieux défavorisés réussissent moins bien à l'école que les enfants des milieux favorisés, la cause pourrait ne pas être uniquement liée aux carences de ces enfants et de leurs milieux.
L'effet Pygmalion est principalement étudié dans le cadre des effets positifs. L'effet inverse est appelé effet Golem : il se traduit par une performance moindre et des objectifs moins élevés sous l'effet d'un potentiel jugé limité par une autorité (parent, professeur…). Le Golem est issu de la mystique juive, Pygmalion de la mythologie grecque.

## Origine du nom

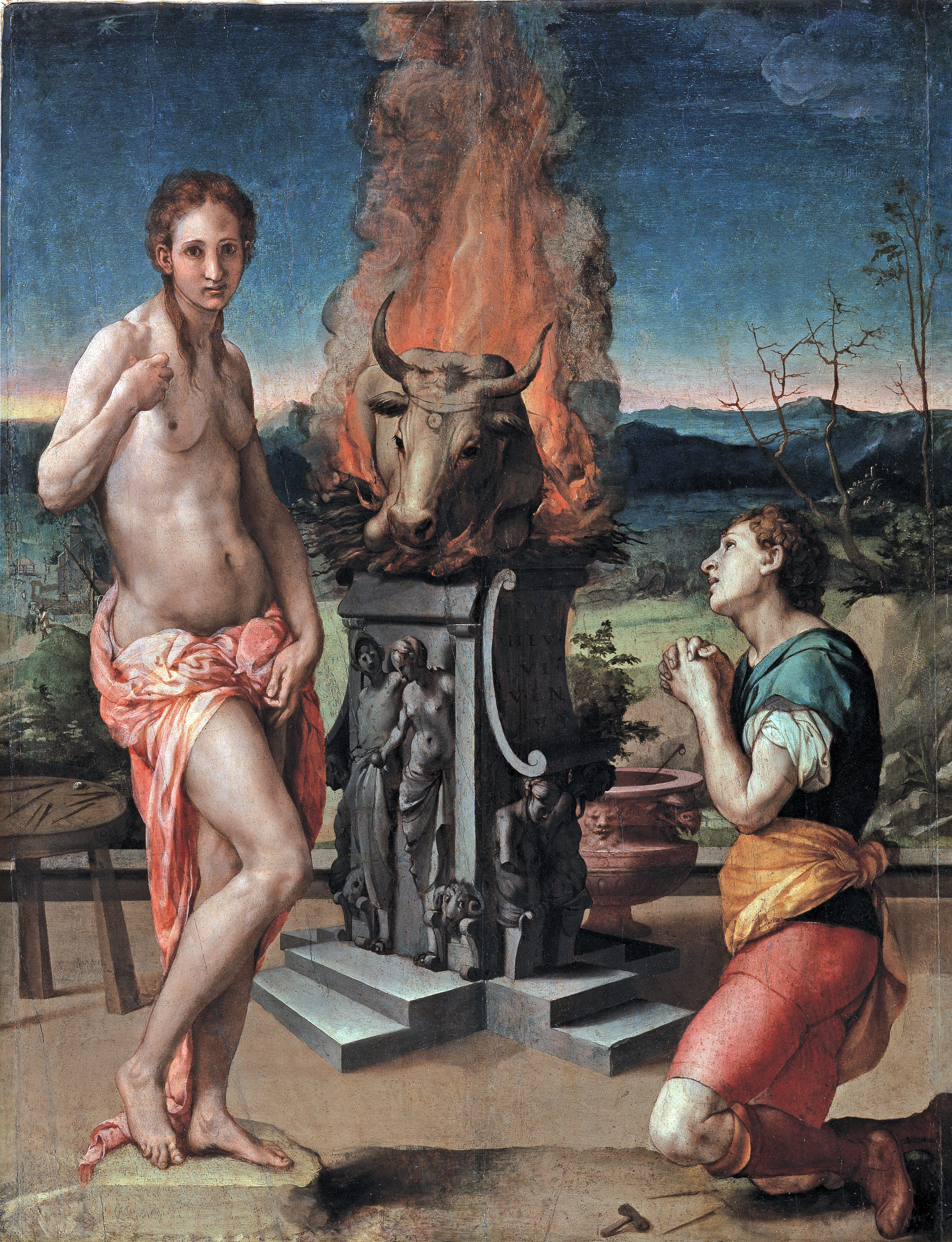
Pygmalion et Galatée, par Agnolo Bronzino (1529-1532)

D'après la légende, Pygmalion, sculpteur chypriote de l'Antiquité grecque, se révolte contre l’omniprésence des prostituées, désavoue le sexe et vit en célibataire. Il sculpte une statue d'ivoire représentant une femme d'une telle beauté qu'il en tombe amoureux. Revenant chez lui après une fête dédiée à Aphrodite, il embrasse la statue qui, grâce à la déesse, s'éveille immédiatement à la vie.
Bien avant la pièce de George Bernard Shaw intitulée Pygmalion en 1914, des comédies anglaises voient le jour, dans lesquelles un sculpteur marié crée une belle statue de femme qui prend vie. Écrivant non pas une comédie mais une satire comique sur la rigidité des classes sociales, Shaw en fait un personnage vivant dès le début de la pièce, qu'il nomme Eliza Doolittle. Dans cette pièce, la métamorphose n'est pas celle d'une statue en être vivant mais celle d'une petite fleuriste des quartiers pauvres en aristocrate. Le succès de sa transformation est dû à son acceptation en tant qu'aristocrate de la haute société, plutôt qu'à ses actions. L'« effet » est donc celui que les attentes des autres, positives aussi bien que négatives, peuvent avoir sur leurs sujets.

## Expérience sur les rats

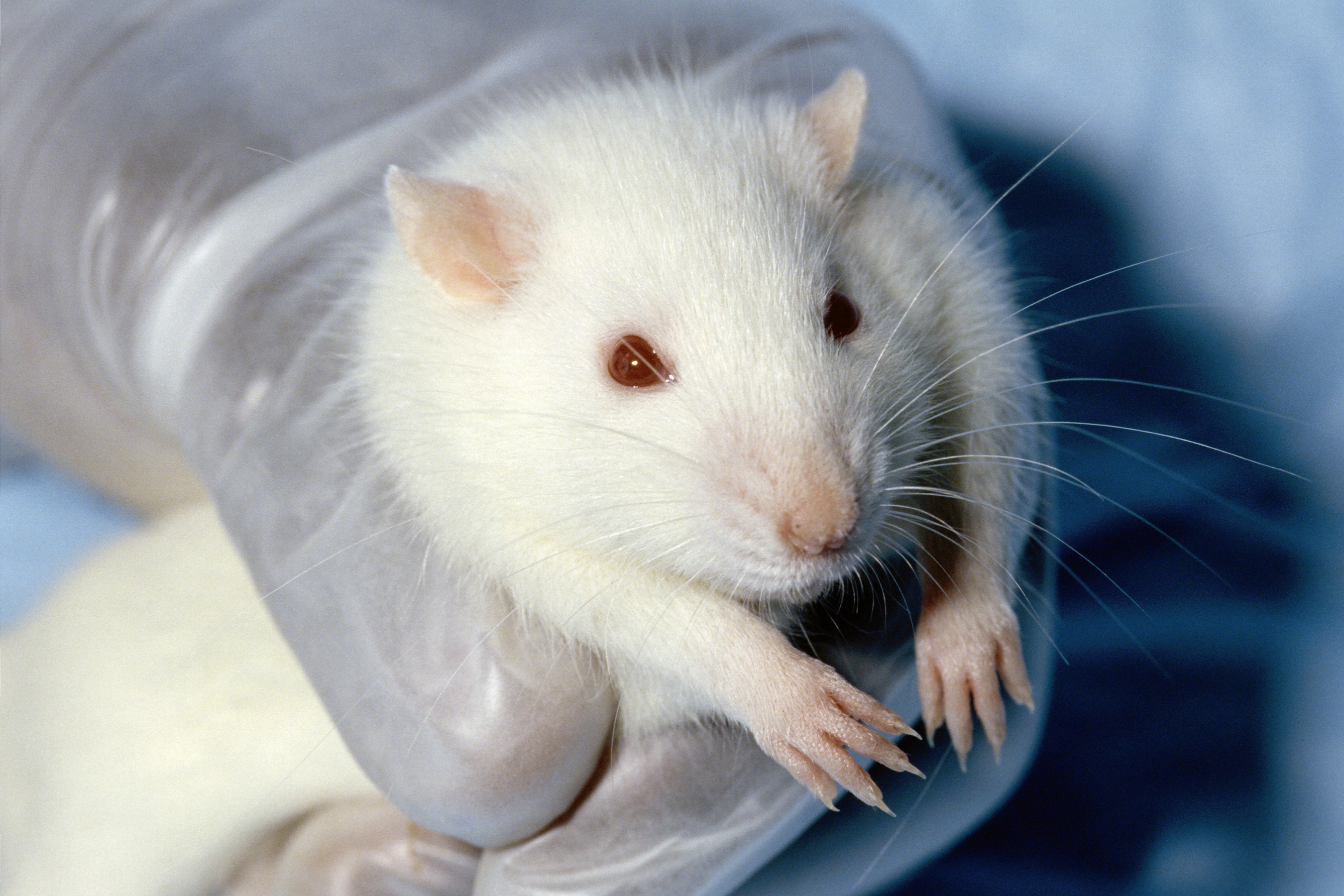
Rat de laboratoire.

Après que des études ont montré l'influence de l'expérimentateur sur le sujet, Robert Rosenthal et  Kermit Fode ont mis en évidence l'effet Pygmalion chez l'animal en réalisant une expérience appairant des étudiants et des rats de laboratoire. Ils répartissent un groupe de rats parmi douze étudiants et un chercheur complice. Leur but sera d'entraîner leurs rats à traverser un labyrinthe. Les rats n'ont subi aucune sélection particulière et sont sensiblement identiques pour chacun des participants.
- La première moitié des étudiants est informée que ses rats ont été sélectionnés et reproduits pour être plus rapides à traverser le labyrinthe : de bons résultats étaient attendus de la part de ces animaux.
- La seconde moitié des étudiants est informée que ses rats ont au contraire été sélectionnés pour être plus lents à traverser le labyrinthe.
- L'expérimentateur complice connaît le but de l'expérience et doit explicitement atteindre des bonnes performances.

Les résultats ont confirmé les effets observés chez l'humain : les rats du second groupe réalisent des performances systématiquement plus mauvaises que celles du premier groupe. Les rats du chercheur complice qui cherchait la performance, en revanche, sont ceux qui obtiennent les meilleurs résultats de tous.
Après analyse, il s’est avéré que les étudiants qui croyaient que leurs rats étaient particulièrement intelligents leur ont manifesté de la sympathie, de la chaleur, de l'amitié, ce qui a favorisé les performances de ces rats. À l'inverse, les rats du second groupe supposés avoir des performances médiocres, se sont vus négligés par les étudiants, ce qui n'a créé chez eux aucune motivation et donc aucune envie de bien faire ce à quoi ils étaient invités.

## Expérience sur les enfants
L'expérience est ensuite retentée avec des enfants, à Oak School, San Francisco, aux États-Unis, toujours par Rosenthal et Jacobson, mais en jouant uniquement sur les attentes favorables des maîtres.

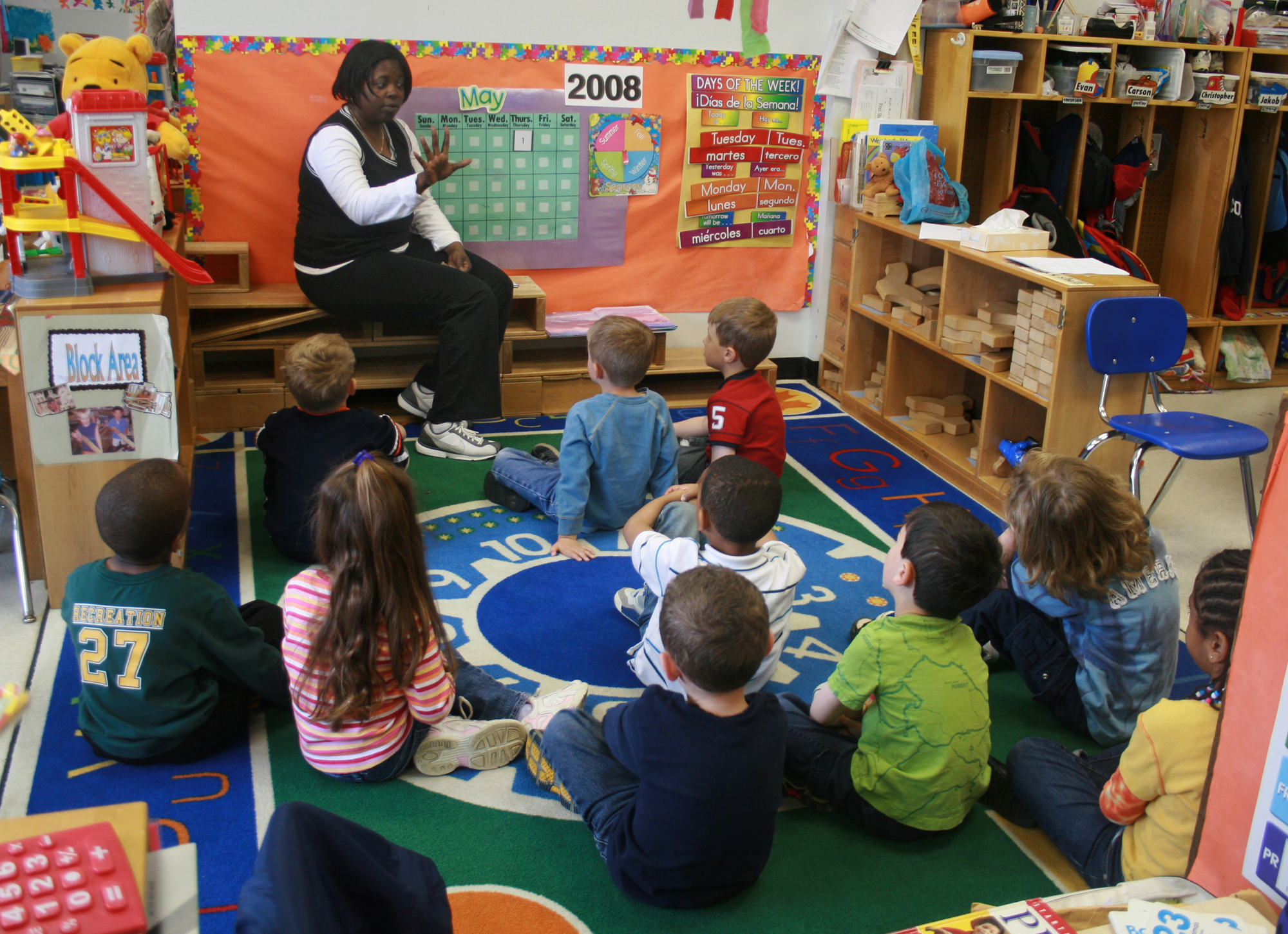
Une classe aux États-Unis.

Ils choisissent pour leur expérience un quartier pauvre, où habitent un nombre important de familles d'origine immigrée vivant dans des conditions très difficiles (milieu socio-économique défavorisé). Ils se présentent dans une école de ce quartier avec une fausse carte de visite et expliquent qu'ils dirigent une vaste étude à Harvard, en réalité financée par la National Science Foundation. Cette étude porte sur l'éclosion tardive des élèves (simple test de QI), et par la suite ils pourront recommencer ce test sur les mêmes élèves et comparer les résultats. Toute cette expérience se fait dans un contexte dans lequel l’intelligence a un caractère inné.
Rosenthal et Jacobson font passer le test à l’ensemble des élèves, puis s'arrangent pour que les enseignants prennent connaissance des résultats, en faisant croire à une erreur de transmission de courrier. Mais ces résultats ne sont pas réellement ceux du test de QI, ils comportent des notes distribuées aléatoirement : vingt pour cent des élèves se sont vu attribuer un résultat surévalué. À la fin de l'année, Rosenthal et Jacobson font repasser le test de QI aux élèves.
Le résultat de l'expérience démontre qu'une année après la divulgation des faux résultats de QI, les 20 % surévalués se sont comportés comme les rats du premier groupe : ils ont amélioré de 5 à plus de 25 points leurs performances au test d’intelligence. Le hasard a créé un nouveau type d’élèves grâce au regard qu’ont porté les enseignants sur ces élèves, en raison des résultats du test artificiellement biaisés. Cependant, ces résultats sont à nuancer : après la deuxième année, les élèves plus jeunes perdent l'avantage acquis, alors que les élèves plus âgés le conservent.
Dans une certaine mesure, le résultat découvert peut s'exprimer ainsi : en pensant que quelqu'un possède une caractéristique, nous changeons notre propre attitude vis-à-vis de cette personne, et l'influençons de telle sorte qu'elle va effectivement acquérir cette caractéristique ou l'exprimer de façon plus flagrante.
On peut associer cette expérience à celle réalisée dans sa classe par Jane Elliott, le 5 avril 1968. Cette expérience a donné lieu peu après au documentaire Eye of the Storm (1970), elle a ensuite été prolongée par un autre film, A Class Divided (1985) dans laquelle, les anciens élèves ont été invités à s'exprimer sur la façon dont cette séance les avait durablement marqués.